# Ferdinand Ludwig
Ferdinand Ludwig (5. září 1839 Vídeň – 21. března 1915 Štýrský Hradec) byl rakouský podnikatel a politik německé národnosti, na konci 19. století poslanec Říšské rady.

## Biografie
Profesí byl majitelem strojnické továrny. Je uváděn jako inženýr. Zasedal v obecní radě ve Štýrském Hradci. Byl členem obchodní a živnostenské komory a dozorčí rady spolku Wiener Bankverein.
Byl poslancem Říšské rady (celostátního parlamentu Předlitavska), kam usedl ve volbách roku 1891 za kurii obchodních a živnostenských komor ve Štýrsku, obvod Štýrský Hradec. Mandát zde obhájil v řádných volbách roku 1897. Ve volebním období 1891–1897 se uvádí jako Ferdinand Ludwig, majitel strojní továrny, bytem Štýrský Hradec.
Po volbách roku 1891 se uvádí jako kandidát nacionalistické frakce Deutschnationale Vereinigung. Po volbách roku 1897 je řazen mezi kandidáty Německé lidové strany. Ve volbách roku 1901 odmítl kandidovat.
Zemřel v březnu 1915 po dlouhé nemoci.